# Železniško postajališče Kamnik mesto
Železniško postajališče Kamnik mesto je postajališče, ki leži v Kamniku in je najprikladnejše za dostop do starega mestnega jedra.
Pred krajšim predorom, ki pripelje do postaje Kamnik Graben, stoji železniško postajališče Kamnik mesto (na sliki). Postajališče je bilo zgrajeno v letih 1939 in 1940. Postajališče naj bi se zgradilo zaradi prihoda kneza Pavla Karađorđevića v Kamnik in naprej v Kamniško Bistrico. Objekt sta načrtovala arhitekt Jože Plečnik in njegov učenec Vinko Glanz; Plečnik je prispeval končne rešitve za obliko fasade in strehe. Za fasado je uporabil zanj značilno kombinacijo opeke in kamna.